# Anania auricinctalis
Anania auricinctalis là một loài bướm đêm trong họ Crambidae.